# Стонем (Массачусетс)
Сто́нем (англ. Stoneham) — городок (town) в округе Мидлсекс, штат Массачусетс, США. Примерно четверть населения составляют выходцы из Италии и ещё четверть — из Ирландии.

## География
Стонем расположен примерно в 8 километрах к северу от границ Бостона, столицы и крупнейшего города штата, и в 12 километрах к западу от Атлантического побережья. Площадь города составляет 17,22 км², из которых 1,63 км² (9,48 %) занимают открытые водные пространства. Через Стонем проходят крупные автомагистрали I-93 и Massachusetts Route 28. С юга к городу примыкает лесной массив с несколькими достаточно крупными искусственными и естественными водоёмами (самый большой, Спот-Понд, занимает площадь около 1,5 км²), со всех остальных сторон он окружён такими же небольшими городками: Уоберн, Уинчестер, Мелроз, Уэйкфилд и Рединг.

## История
Первые задокументированные свидетельства о территории, где ныне раскинулся Стонем, относятся к 1632 году, когда до этих мест добрался юрист и государственный деятель, губернатор нескольких колоний Массачусетса Джон Уинтроп. Он со своим отрядом открыл озеро Спот-Понд и отобедал на его берегу на утёсе, получившем имя «Сырная скала» (ныне — «Медвежий холм»). Собственно населённый пункт был основан в 1645 году, к 1678 году там проживало шесть семей, но фактически они были пригородом Чарльстауна (ныне — район Бостона), и поселение так и называлось: Чарльстаун-Энд. К 1725 году в Чарльстаун-Энд проживали 65 взрослых мужчин-налогоплательщиков с семьями, которым стало неудобно добираться до церкви и школы в Чарльстаун, поэтому 54 из них подписали петицию за отделение. 17 декабря того же года Верховный суд Массачусетса разрешил новообразованному тауншипу Стонем отделиться от Чарльстауна при условии, что местные жители в течение двух лет построят церковь и наймут на работу министра и учителя.
Уже в следующем году был выстроено здание для народных собраний, в 1729 году была построена первая церковь конгрегациональной формы организации. В том же году каждый взрослый мужчина в городе сдал по 9 фунтов стерлингов на постройку здания школы и наём учителя. В 1806 году была организована Мэйн-стрит — главная улица нынешнего города. В XIX веке в Стонеме работало множество по выделке кожи и изготовке обуви — к 1837 году здесь на «обувном фронте» трудились 297 мужчин и 180 женщин, производящих 380 тысяч пар обуви в год. В 1838 году в городе было основано Общество «Против рабства», состоящее из 62 членов; восьмиугольный дом Уильяма Брайанта стал станцией Подземной железной дороги. В 1850-х годах в Стонем в больших количествах начали прибывать ирландцы, а с начала XX века — итальянцы.
В 1978 году в городе прошли съёмки фильма «Ограбление Бринкса».

## Демография
За всю историю существования население Стонема медленно, но неуклонно росло, лишь в 1990-х годах рост остановился, а в 2000-х впервые пошёл на спад: за первое десятилетие XXI века жителей города стало на 3,5 % (782 человека) меньше.
2000 год
По переписи 2000 года в Стонеме проживали 22 219 человек, было 9050 домохозяйств и 5873 семьи. Расовый состав: белые — 95,01 %, негры и афроамериканцы — 0,89 %, коренные американцы — 0,05 %, азиаты — 2,61 %, уроженцы Гавайев и других тихоокеанских островов — 0,04 %, прочие расы — 0,59 %, смешанные расы — 0,9 %, латиноамериканцы (любой расы) — 1,79 %. В 26,7 % домохозяйств проживали несовершеннолетние. 53,1 % домохозяйств представляли собой женатую пару, проживающую совместно, 8,8 % — женщину — главу семьи без мужа, 35,1 % не являлись семьями. Средняя семья состояла из 3,07 человек. 21 % жителей были младше 18 лет, 5,9 % были в возрасте от 18 до 24 лет, 30,4 % — от 25 до 44 лет, 24,3 % — от 45 до 64 лет и 18,5 % горожан были старше 64 лет. Средний возраст жителя составлял 41 год. На каждые 100 женщин приходилось 89 мужчин, причём на 100 совершеннолетних женщин приходилось уже 85,6 мужчин сопоставимого возраста. Средний доход на домохозяйство составлял 56 605 долларов в год, на семью — 71 334 доллара, на душу населения — 27 599 долларов в год. Средний доход мужчины был 46 797 долларов в год, женщины — 37 274 доллара. 3 % семей и 4,1 % населения города жили за чертой бедности, включая 5,7 % несовершеннолетних и 5,5 % пенсионеров.
2010 год
По переписи 2010 года в Стонеме проживали 21 437 человек. Расовый состав: белые — 92,21 %, негры и афроамериканцы — 1,77 %, коренные американцы — 0,12 %, азиаты — 3,39 %, уроженцы Гавайев и других тихоокеанских островов — 0,02 %, прочие расы — 1,14 %, смешанные расы — 1,34 %, латиноамериканцы (любой расы) — 2,96 %. 47,8 % населения были мужчинами, 52,2 % — женщинами. Средний возраст горожанина был 44,3 года. Происхождение предков: итальянцы — 26,6 %, ирландцы — 24,4 %, англичане — 8,8 %, немцы — 3,8 %, французы — 3 %. Среди жителей старше 14 лет 29 % не находились в браке и никогда в нём не были, 51,2 % находились в браке и проживали совместно, 1,1 % находились в браке, но жили раздельно, 7,8 % вдовствовали и 10,8 % находились в разводе. 10,7 % горожан были рождены вне США, в том числе 3,9 % родились в Европе и 2 % в Азии.
2012 год
Средний доход домохозяйства составил 73 660 долларов в год, на душу населения — 38 906 долларов.

## Достопримечательности
- Зоопарк «Стоун»[англ.]
- В Стонеме 69 объектов внесены в Национальный реестр исторических мест США. В основном это частные дома, построенные в XVIII—XIX веках и хорошо сохранившиеся до наших дней.

- «Добро пожаловать в Стнем»
- Мемориал Испано-американской войне
- Озеро Спот-Понд
- Вид на Стонем с воздуха